# Гунимунд
Гунимунд (букв. «под покровительством гуннов»; Хунимунд; лат. Hunimund) — согласно «Гетике» Иордана был остготским королем, действовавшим в конце IV — начале V века, членом династии Амалов. Преемник Винитария, он был сыном Германариха и отцом Торисмуда и, возможно, Гезимунда. По утверждению Питера Хизера, Гунимунд, вероятно, не принадлежал к династии Амалов, и был включён в неё, чтобы примирить конфликтующие готские династии того периода.
Известный своей красотой, он был жесток на войне и смог победить свевов в бою. По Питеру Хизеру, скорее всего, был убит Валамиром, который в то время конфликтовал с лидерами соперничающих готских группировок, чтобы укрепить свои позиции. По мнению Хёна Джина Кима, Хунимунд, вероятно, был не остготом, а гунном и приходился родственником Валамиру. По мнению автора, он получил бы в удел господство над готами и на этом посту присоединил бы к себе свевов. После его смерти в неизвестную дату готами стал править Торизмунд, а свевами — Хунимунд.